# Angsana (Mancak)
Angsana is een bestuurslaag in het regentschap Serang van de provincie Banten, Indonesië. Angsana telt 4415 inwoners (volkstelling 2010).